# Torneo Descentralizado 2011
Torneo Descentralizado 2011 var den högsta divisionen i Peru för säsongen 2011 och kvalificerade tre lag till Copa Libertadores 2012 och fyra lag till Copa Sudamericana 2012. Mästerskapet vanns av Juan Aurich, som kom på samma poäng som Alianza Lima, men med bättre målskillnad (+25 mot +20). Klubbarna hade även möjlighet till pluspoäng beroende på placeringen i Torneo de Promoción y Reserva (reservlagsserien) som spelades parallellt med mästerskapet. Detta slutade med att Alianza Lima fick två pluspoäng (som seriesegrare) och Juan Aurich ett pluspoäng (som serietvåa).

## Sluttabell
| Nr | Lag                       | S  | V  | O  | F  | GM | IM | MS  | P  |
| -- | ------------------------- | -- | -- | -- | -- | -- | -- | --- | -- |
| 1  | Juan Aurich               | 30 | 15 | 11 | 4  | 46 | 21 | +25 | 57 |
| 2  | Alianza Lima              | 30 | 16 | 7  | 7  | 45 | 25 | +20 | 57 |
| 3  | Sport Huancayo            | 30 | 15 | 5  | 10 | 49 | 33 | +16 | 50 |
| 4  | Universidad San Martín    | 30 | 13 | 8  | 9  | 43 | 24 | +19 | 47 |
| 5  | León de Huánuco           | 30 | 14 | 4  | 12 | 37 | 30 | +7  | 46 |
| 6  | Unión Comercio            | 30 | 13 | 6  | 11 | 48 | 42 | +6  | 45 |
| 7  | Inti Gas                  | 30 | 12 | 8  | 10 | 42 | 41 | +1  | 44 |
| 8  | Cienciano                 | 30 | 12 | 4  | 14 | 42 | 46 | −4  | 40 |
| 9  | Cobresol                  | 30 | 9  | 12 | 9  | 31 | 40 | −9  | 39 |
| 10 | Sporting Cristal          | 30 | 10 | 8  | 12 | 30 | 34 | −4  | 38 |
| 11 | Sport Boys                | 30 | 10 | 6  | 14 | 26 | 49 | −23 | 36 |
| 12 | Melgar                    | 30 | 9  | 7  | 14 | 37 | 44 | −7  | 34 |
| 13 | Universidad César Vallejo | 30 | 9  | 7  | 14 | 32 | 42 | −10 | 34 |
| 14 | Universitario             | 30 | 8  | 10 | 12 | 25 | 35 | −10 | 34 |
| 15 | CNI                       | 30 | 9  | 6  | 15 | 35 | 45 | −10 | 33 |
| 16 | Alianza Atlético          | 30 | 10 | 3  | 17 | 24 | 41 | −17 | 33 |

## Torneo de Promoción y Reserva
Endast topp-3 redovisas.
| Nr | Lag           | S  | V  | O | F | GM | IM | MS  | P  |
| -- | ------------- | -- | -- | - | - | -- | -- | --- | -- |
| 1  | Alianza Lima  | 30 | 18 | 9 | 3 | 57 | 22 | +35 | 63 |
| 2  | Juan Aurich   | 30 | 17 | 7 | 6 | 55 | 25 | +30 | 58 |
| 3  | Universitario | 30 | 16 | 8 | 6 | 53 | 27 | +26 | 56 |

Färgkoder
     – Två bonuspoäng.
     – Ett bonuspoäng.